# ソユーズTM-21
ソユーズTM-21 (Союз ТМ-21 / Soyuz TM-21)は、宇宙ステーション・ミールへの往来を目的とした、21回目の有人ミッションである。コールサインは「ウラガーン（嵐）」。
アメリカ合衆国とロシアが共同で行うシャトル・ミール・プログラムの一環で、ソユーズロケットによってバイコヌール宇宙基地より打ち上げられた。この時は、史上初めて13人の人間が同時に宇宙にいたということで、特筆すべきものである。3人はソユーズ、3人はミール、7人はSTS-67ミッションでスペースシャトル・エンデバーに乗っていた。
アメリカ人宇宙飛行士として初めてソユーズとミールに乗り込んだノーマン・サガードを含む3人のクルー（ミールEO-18）は、アトランティスによるSTS-71ミッションで打上げられた次のクルー（ミールEO-19）と交代して、アトランティスで帰還した。EO-19はソユーズTM-21で帰還した。

## 乗組員

### 打上げ時
- ウラジーミル・デジュロフ (1) -  ロシア
- ゲンナジー・ストレカロフ (5) -  ロシア
- ノーマン・サガード (5) -  アメリカ合衆国

### 帰還時
- アナトリー・ソロフィエフ (4) -  ロシア
- ニコライ・ブダーリン (1) -  ロシア

## ミールとのドッキング
- 結合 - 1995年3月16日 07:45:26 UTC
- 分離 - 1995年7月4日 10:55 UTC
- 結合 - 1995年7月4日 11:39 UTC
- 分離 - 1995年9月11日 03:30:44 UTC